# Mercedes-Benz CL 65 AMG
De Mercedes-Benz CL 65 AMG is een auto die gebouwd wordt door de Duitse automobielconstructeur Mercedes-Benz. Het is een van de krachtigste auto's ter wereld en tevens de topuitvoering van de CL-Klasse. In tegenstelling tot wat de prestaties doen vermoeden gaat het hier niet om een pure sportwagen. Het is een grote GT voor vier personen, met alle technologie en luxe die er op dit moment te verkrijgen is.
De CL 65 AMG werd in 2003 geïntroduceerd op basis van de C215. Deze bleef tot 2006 in productie waarna hij opgevolgd werd door de CL 65 AMG op basis van de C216. Beide modellen makken gebruik van dezelfde V12 biturbo motor die een vermogen heeft van 612 pk.

## Motor
In tegenstelling tot wat de typering doet vermoeden gaat het hier niet om een 6,5 liter motor maar om een 6 liter turbogeladen V12 motor, afkomstig uit de Mercedes-Benz SL 65 AMG. In de genoemde auto levert deze motor al zeer sterke prestaties, maar door aanpassingen aan de motor, verdere fijnslijperij en installatie van grotere turbo's, steeg het vermogen van 550 pk en 900 Nm naar 612 pk bij 4.800 tpm en 1.000 Nm vanaf 2.000 tot 4.000 tpm. Daarmee is de auto veel krachtiger dan de Mercedes-Benz CL 63 AMG, waarvan de V8 525 pk levert en 630 Nm.

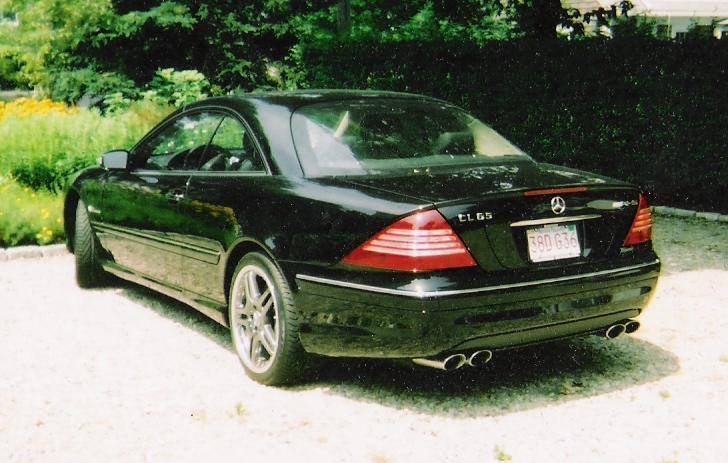
Achterkant CL 65 AMG C215
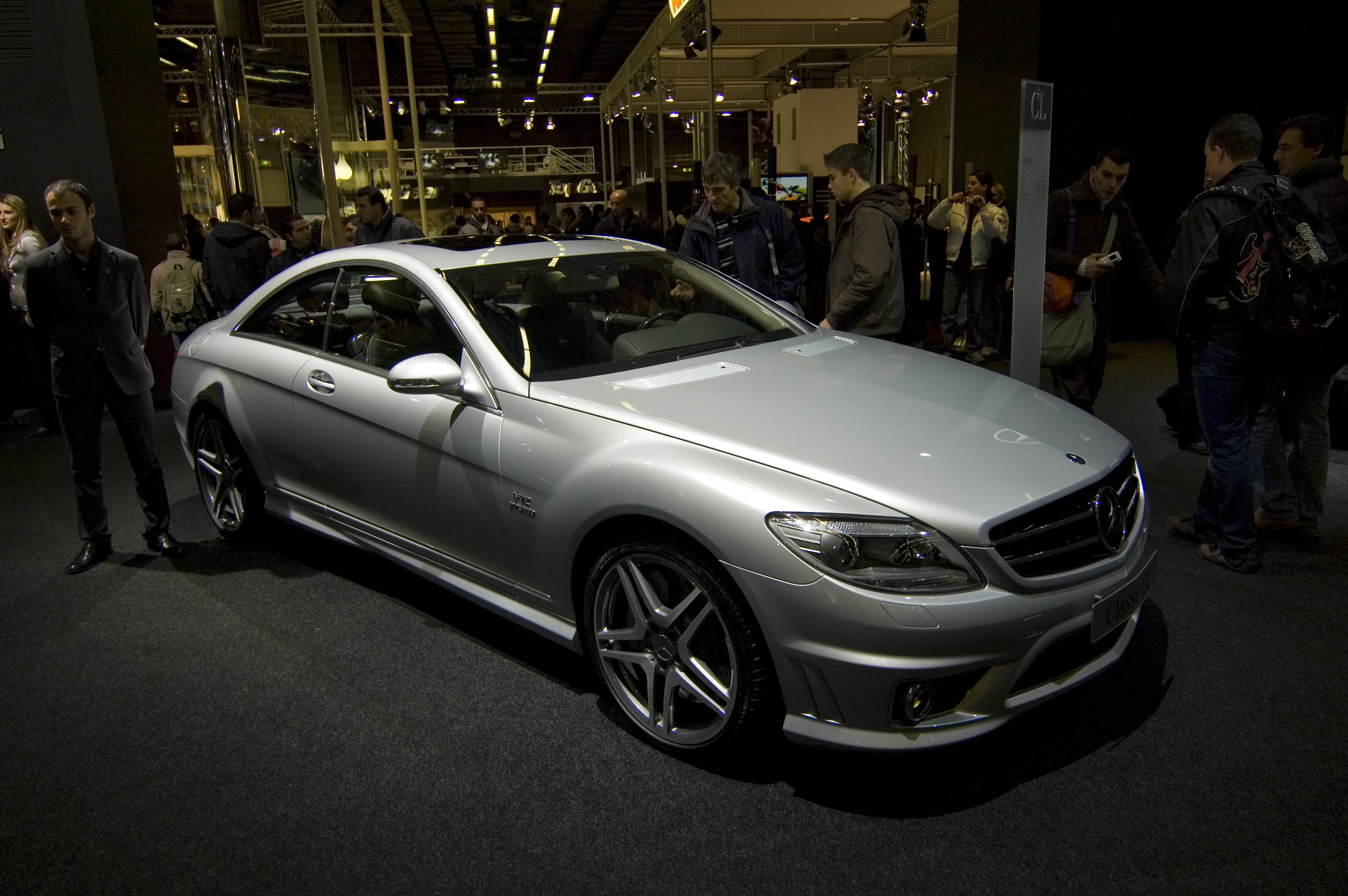
CL 65 AMG C216
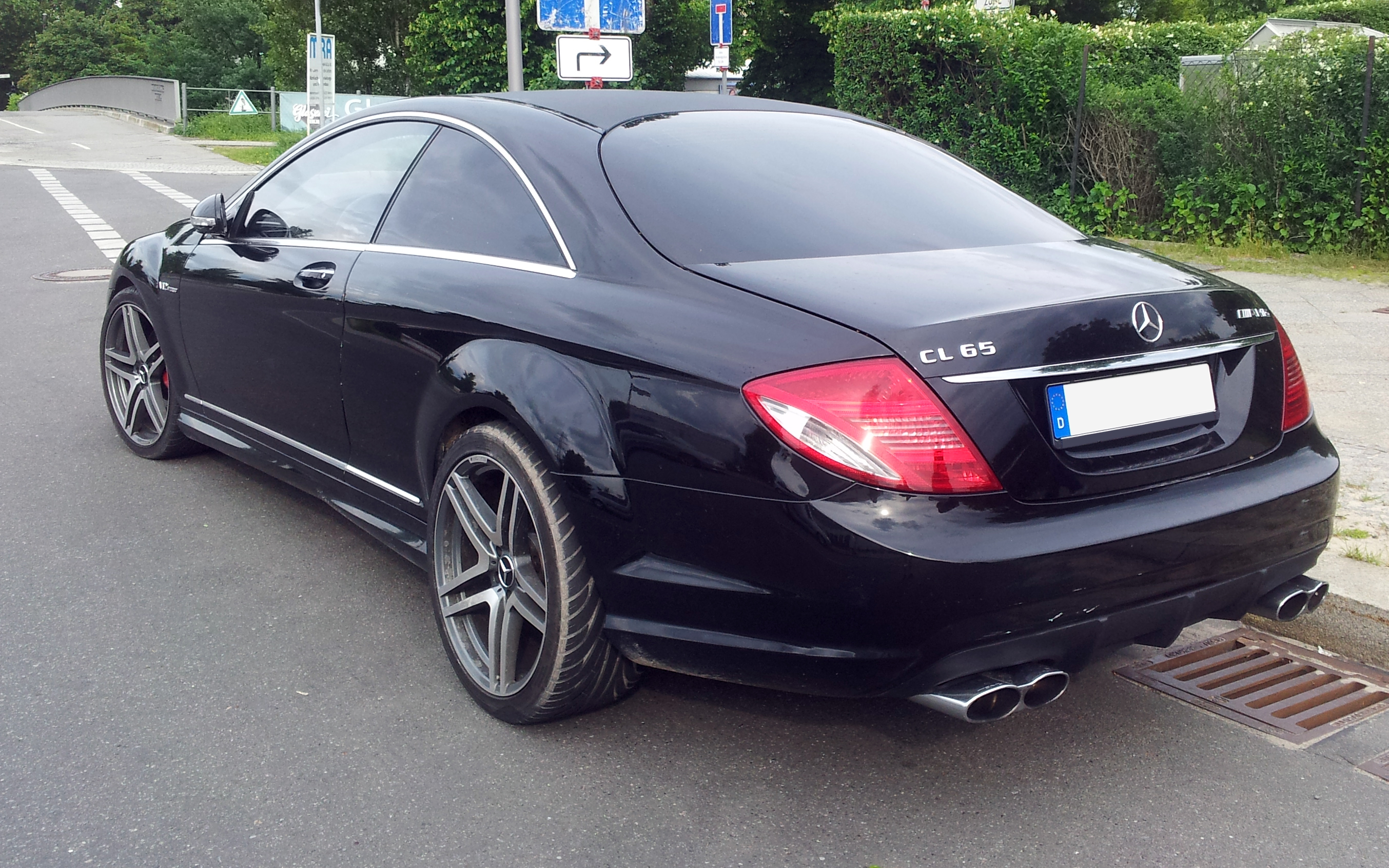
Achterkant CL 65 AMG C216